# Chocolate Milk
Chocolate Milk — американський фанк і соул гурт з Нового Орлеана, штат Луїзіана, який діяв у 1970-х і на початку 1980-х років.

## Історія
Гурт Chocolate Milk був створений в 1974 році в Новому Орлеані, Луїзіана. 
Гурт співпрацював з автором пісень і продюсером Алленом Туссеном:
- працював як бек-гурт на концертах Туссена;
- брав участь у записі альбому Туссена, New Orleans Jazz and Heritage Festival (1976).
Також гурт записувався разом з Полом Маккартні. 
Гурт підписав контракт з лейблом RCA Records.
Гурт мав помірний успіх у середині 70-х.
Гурт став відомим завдяки альбому «Action Speaks Louder than Words» та  хітам: «Girl Callin'» (1978), «Say Won't Cha» (1979) і «I'm Your Radio» (1980). Гурт також був відомий своєю різноманітністю музичних стилів, пізніше додавши елементи диско, поширені в їхньому хіті 1981 року «Blue Jeans», який досяг п’ятнадцятого місця в соул-чарті.
Гурт Chocolate Milk розпалася в 1983 році через падіння популярності диско, численні зміни складу та зміни продюсерів після розриву з Туссеном у 1980 році.

## Склад гурту
- Френк Річард (Frank Richard) — вокал,
- Амаді Кастенелл (Amadee Castenell) — саксофон,
- Джо Фокс (Joe Foxx) — труба,[1]
- Маріо Тіо (Mario Tio) — гітара,[1]
- Ернест Дабон (Robert Dabon) — бас,[5]
- Роберт Дабон (Earnest Dabon) — клавішні/фортепіано,[5]
- Дуайт Річардс (Dwight Richards) — барабани/перкусія.

## Дискографія

### Студійні альбоми
- Action Speaks Louder than Words (RCA, 1975)
- Chocolate Milk (RCA, 1976)
- Comin' (RCA, 1976)
- We're All in This Together (RCA, 1977)
- Milky Way (RCA, 1979)
- Hipnotism (RCA, 1980)
- Blue Jeans (RCA, 1981)
- Friction (RCA, 1982)

### Збірні альбоми
- Ice Cold Funk: The Greatest Grooves of Chocolate Milk (Razor & Tie, 1998)
- Best of Chocolate Milk (Camden, 2002)

### Сингли
| 1975                                                                                 | "Action Speaks Louder than Words" | —  | 15 | 69  |
| 1976                                                                                 | "How About Love"                  | —  | 79 | ―   |
| 1976                                                                                 | "Comin'"                          | —  | 56 | —   |
| 1978                                                                                 | "Girl Callin'"                    | —  | 14 | 103 |
| 1979                                                                                 | "Say Won'tcha"                    | —  | 39 | ―   |
| 1979                                                                                 | "Groove City"                     | —  | 59 | ―   |
| 1980                                                                                 | "Hey Lover"                       | —  | 40 | ―   |
| 1981                                                                                 | "Blue Jeans"                      | ―  | 15 | ―   |
| 1982                                                                                 | "Let's Go All the Way"            | ―  | 41 | ―   |
| 1982                                                                                 | "Take It Off"                     | ―  | 39 | ―   |
| 1982                                                                                 | "Who's Getting It Now"            | 50 | 65 | ―   |
| "—" позначає релізи, які не потрапили в чарти або не були випущені на цій території. |                                   |    |    |     |